# Uvodni turnir Eurolige
Uvodni turnir Eurolige (eng. Euroleague Opening Tournament) je bilo košarkaško natjecanje održano između 2. i 4. listopada 2001. u Ljubljani (dvorana Tivoli). Turnir je održan kao uvod u zajedničku sezonu Eurolige za sezonu 2001./02., nakon što su 2000./01. igrana dva natjecanja - Suproliga koju je organizirala FIBA i Euroligu koju je organizirao ULEB. 

Sudjelovalo je šest klubova, a pobjednik turnira je bila "Cibona".

## Sudionici
| klub                      | pozvan kao        |
| ------------------------- | ----------------- |
| Panathinaikos, Atena      | doprvak Suprolige |
| Cibona VIP, Zagreb        | gost              |
| Virtus Kinder, Bologna    | prvak Eurolige    |
| Maccabi, Tel Aviv         | prvak Suprolige   |
| Union Olimpija, Ljubljana | domaćin turnira   |
| Tau Ceramica, Vitoria     | doprvak Eurolige  |

## Rezultati
| 1.klub          | rezultat | 2.klub         |
| --------------- | -------- | -------------- |
|                 |          |                |
| četvrtzavršnica |          |                |
| Union Olimpija  | 90:83    | Tau Ceramica   |
| Cibona VIP      | 94:76    | Panathinaikos  |
|                 |          |                |
| poluzavršnica   |          |                |
| Maccabi         | 100:97   | Union Olimpija |
| Virtus Kinder   | 69:77    | Cibona VIP     |
|                 |          |                |
| završnica       |          |                |
| Maccabi         | 67:78    | Cibona VIP     |